# Al-Madina
Al-Madina (Arabisch: Die Stadt) ist eine Tageszeitung in Saudi-Arabien. Sie gehört zum Medienkonzern Al-Madinapress und hat ihren Hauptsitz in Medina. Sie ist die älteste Zeitung des Landes und gilt als moderat und regierungsnah. Al-Madinapress gilt als einer der größten und prominentesten Medienkonzerne Saudi-Arabiens.